# LCD Soundsystem (álbum)
| Críticas profissionais | Críticas profissionais |
| Pontuações agregadas   | Pontuações agregadas   |
| Fonte                  | Avaliação              |
| ---------------------- | ---------------------- |
| Metacritic             | (86/100)               |
| Avaliações da crítica  |                        |
| Fonte                  | Avaliação              |
| Allmusic               | [ 2 ]                  |
| Alternative Press      | (5/5)                  |
| Mojo                   | [ 4 ] [ 5 ]            |
| Pitchfork Media        |                        |
| PopMatters             | [ 6 ]                  |
| Q                      | [ 5 ]                  |
| Rolling Stone          | [ 7 ]                  |
| Stylus Magazine        | (A-)                   |
| The Observer           | [ 9 ]                  |

LCD Soundsystem é o álbum de estreia da banda norte-americana de mesmo nome, liderada por James Murphy e lançado dia 24 de janeiro de 2005. O álbum contém dois discos, um com músicas inéditas e outro com singles lançados desde 2002 pelo grupo. O grupo foi nomeado para o Grammy, como "Melhor Álbum de Música Eletrônica".
O álbum por si só é uma mistura de acid house, pós-disco, rock alternativo e rock psicodélico, além de outros gêneros diversos. O single "Daft Punk Is Playing at My House" ficou em primeiro lugar em várias partes do mundo, além de aparecer em várias campanhas publicitárias e jogos eletrônicos.

## Faixas
| Disco 1 |                                        |         |  |
| N.º     | Título                                 | Duração |  |
| 1.      | "Daft Punk Is Playing at My House"     | 5:16    |  |
| 2.      | "Too Much Love"                        | 5:42    |  |
| 3.      | "Tribulations"                         | 4:59    |  |
| 4.      | "Movement"                             | 3:04    |  |
| 5.      | "Never as Tired as When I'm Waking Up" | 4:49    |  |
| 6.      | "On Repeat"                            | 8:01    |  |
| 7.      | "Thrills"                              | 3:42    |  |
| 8.      | "Disco Infiltrator"                    | 4:56    |  |
| 9.      | "Great Release"                        | 6:35    |  |

Disco 2
| Disco 2 |                                    |         |  |
| N.º     | Título                             | Duração |  |
| 1.      | "Losing My Edge"                   | 7:51    |  |
| 2.      | "Beat Connection"                  | 8:08    |  |
| 3.      | "Give It Up"                       | 3:55    |  |
| 4.      | "Tired"                            | 3:34    |  |
| 5.      | "Yeah (Crass Version)"             | 9:21    |  |
| 6.      | "Yeah (Pretentious Version)"       | 11:06   |  |
| 7.      | "Yr City's a Sucker(Full Version)" | 9:22    |  |